# Yves Teicher
Yves Teicher (* 21. März 1962 in Lüttich; † 11. April 2022) war ein belgischer Geiger, der sowohl in der klassischen Musik wie auch im Jazz hervortrat.

## Leben und Wirken
Teicher erhielt ab dem siebten Lebensjahr auf dem Konservatorium seiner Geburtsstadt eine klassische Musikausbildung. Aufbauend auf dem Solfeggio lernte er Geige; in beiden Fächern erhielt er einen Ersten Preis (1976 bzw. 1978/79). Das Diplom absolvierte er 1981 mit dem Ersten Preis in Kammermusik, um dann Privatunterricht bei Ivry Gitlis zu nehmen.
Nach einer Zeit des Rückzugs ging er nach Frankreich, wo er mit dem Trio Chorda aktiv war. Seine Interpretation der 1. Sinfonie von Alfred Schnittke mit dem Rotterdams Philharmonisch Orkest galt in den Niederlanden 1993 als besonderes Ereignis und wurde auch im Fernsehen übertragen. In den folgenden Jahren erarbeitete er Soloprogramme, die er präsentierte. Weiterhin begann er, Chansonsänger wie Florent Pagny, Serge Faubert, Maurane, Jacky Evrard, Christiane Stefanski und Patrick Husson zu begleiten. Er war auch auf Alben von  Philippe Anciaux und Selima Al Khalaf zu hören.

## Diskographische Hinweise
- Monade (Home 2016, solo)
- Teicher Plays Martini Vagabunda (Laural 2011, mit Stéphane Martini, Jose Luis Montiel, Tonio Reina)
- Teicher Plays Charlie Parker (Integral 2005, mit Sal La Rocca, Olivier Robin)
- Traces Musika (2001, solo)
- Trio Chorda Gipsy’s Jazz Revival (1987, mit Patrick Lacroix, Dominique Lacroix, Claude Renon)